# Leandro Damião
Leandro Damião da Silva dos Santos (Jardim Alegre, 22 juli 1989) - alias Leandro Damião - is een Braziliaans voetballer die bij voorkeur als aanvaller speelt. Hij verruilde Internacional in januari 2019 transfervrij voor Kawasaki Frontale.

## Biografie
Leandro Damião debuteerde in 2010 als profvoetballer in het shirt van Internacional. Op 27 maart 2011 maakte hij zijn debuut voor de nationale ploeg in een vriendschappelijke interland tegen Schotland.

## Erelijst
Internacional
- CONMEBOL Libertadores: 2010
- CONMEBOL Recopa: 2011
- Campeonato Gaúcho: 2011, 2012, 2013

 Flamengo
- Campeonato Carioca: 2017

 Kawasaki Frontale
- J1 League: 2020
- Emperor's Cup: 2020
- J.League Cup: 2019
- Fuji Xerox Super Cup: 2019, 2021

Individueel
- Topscorer Olympische Zomerspelen: 2012
- Topscorer Campeonato Gaúcho: 2011, 2012
- Topscorer Campeonato Mineiro: 2015

1 Gabriel ·
2 Rafael ·
3 Thiago Silva  ·
4 Juan Jesus ·
5 Sandro Raniere ·
6 Marcelo ·
7 Lucas Moura ·
8 Rômulo ·
9 Leandro Damião ·
10 Oscar ·
11 Neymar ·
12 Hulk ·
13 Bruno Uvini ·
14 Danilo ·
15 Alex Sandro ·
16 Ganso ·
17 Alexandre Pato ·
18 Neto ·
Coach: Menezes